# Rhomphaea fictilium
Rhomphaea fictilium là một loài nhện trong họ Theridiidae.
Loài này thuộc chi Rhomphaea. Rhomphaea fictilium được Nicholas Marcellus Hentz miêu tả năm 1850.